# Raimundo Ongaro
Pour les articles homonymes, voir Ongaro.
 (août 2016).
Si vous disposez d'ouvrages ou d'articles de référence ou si vous connaissez des sites web de qualité traitant du thème abordé ici, merci de compléter l'article en donnant les références utiles à sa vérifiabilité et en les liant à la section « Notes et références ».
Raimundo Ongaro (né le 13 février 1924 à Mar del Plata et mort le 1er août 2016 à Los Polvorines (Grand Buenos Aires)) est un dirigeant syndical argentin, Secrétaire général du syndicat des travailleurs graphiques.

## Biographie

### Militantisme sous la dictature de Juan Carlos Onganía

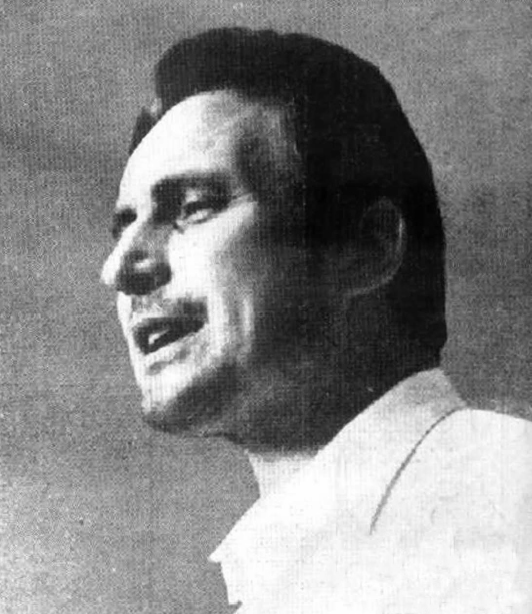
Raimundo Ongaro dans la revue Cristianismo y Revolución en 1969.

Fondé en 1968, durant la dictature de Juan Carlos Onganía, la Confederación general del Trabajo de los Argentinos (CGTA), présentée comme une alternative aux factions participatives – à la tête desquelles se trouvait Augusto Timoteo Vandor, qui était disposé à négocier avec le gouvernement même après la répression violente de la grève générale de mars 1968 et les 62 organizaciones, à la tête desquels se trouvait José Ignacio Rucci. La CGTA adopta un profil plus radical, dénonçant la bureaucratisation qui empêche la réalisation des objectifs syndicaux.
Même si plusieurs adeptes du péronisme, en particulier Rucci, ont accusé Ongaro de trotskisme, son action au sein de la CGTA fut représentative de la révolution du péronisme, dans la ligne inaugurée par John William Cooke.
Ongaro soutint le mouvement du Cordobazo, entre le 28 et le 30 mai 1969. Le 30 juin de la même année, peu après la mort de Vandor, il fut incarcéré par le gouvernement militaire au même titre que Agustín Tosco et Elpidio Torres, principales figures du Cordobazo. À sa sortie, il fonda le mouvement Peronismo de Base.

### Apparition de la Triple A
Les 15 et 16 septembre 1974, s'est déroulée la dernière réunion de la CGTA. L'opposition à la ligne droite du péronisme, représentée par José López Rega, envoyèrent de nouveau Raimundo Ongaro en prison en 1975. En détention, il reçut une nouvelle lui indiquant que sont fils Alfredo Máximo avait été assassiné par la Triple A.
À la suite d'autres actions ratées contre des membres de sa famille, il partit en exil jusqu'au retour de la démocratie.

### Retour de la démocratie
Avec le retour de la démocratie en 1983, il reprit son activité syndicale.
Il reçut des critiques sévères pour son soutien à Carlos Saúl Menem lors des élections présidentielles de 1989. La même année, il s'est prononcé contre la « marche contre le pardon à la junte militaire », ce qui entraîna des critiques des organismes de droits de l'homme.

## Compléments